# Demetrious Johnson
Demetrious Khrisna Johnson (* 13. August 1986 in Madisonville, Kentucky, Vereinigte Staaten) ist ein US-amerikanischer Mixed-Martial-Arts-Kämpfer im Fliegengewicht der Männer in der ONE Fighting Championship. Er gilt als einer der besten pound-for-pound (P4P)-Kämpfer der UFC und wurde vom Szene-Magazin Sherdog zum besten Fliegengewichtler der Welt gekürt. Aufgrund seiner geringen Körpergröße von knapp 160 Zentimetern ist sein Spitzname „Mighty Mouse“.

## Leben und Karriere
Johnson wurde in Kentucky geboren und wuchs in Parkland, Washington auf, wo er die Washington High School besuchte und schon früh in verschiedenen Sportarten auffiel. Johnson war ein ausgezeichneter Leichtathlet, Ringer und Geländeläufer. In seinem dritten und vierten Jahr an der High School konnte er im Ringen sogar zweite und dritte Plätze bei den Landesmeisterschaften erringen. Obwohl die Leichtathletik für ihn eher eine Art Ergänzungssport war, schaffte es Johnson auch hier an verschiedenen Landesmeisterschaften teilzunehmen.
Nach seinem Abschluss auf der High School im Jahr 2007 begann Demetrious Johnson eine Karriere im Kampfsport. Seinen ersten Amateurkampf im Mixed Martial Arts bestritt er am 29. Juli 2006, als er bei GF - Brawl at the Mall durch Technischen Knockout in der ersten Rund gegen Oren Ulrich gewann. Knapp neun Monate später gab er sein Debüt auf professioneller Ebene bei AXFC 16 - Annihilation, bei dem er Brandon Fieds durch Knockout nach gerade einmal 17 Sekunden in der ersten Runde besiegen konnte.
Am 24. April 2010 debütierte Johnson bei World Extreme Cagefighting (WEC). Dabei musste er jedoch nach zuvor zehn Erfolgen in zehn Profi-Kämpfen seine erste Niederlage durch einstimmige Punktentscheidung zugunsten seines Kontrahenten Brad Pickett hinnehmen.
Am 28. Oktober 2010, nach drei Kämpfen für WEC, wurde Johnson durch die Übernahme der WEC durch die Ultimate Fighting Championship (UFC) Teil dieser Promotion. Am 5. Februar 2011 bestritt er seinen ersten Kampf für die UFC gegen den Japaner Norifumi Yamamoto, den er für sich entscheiden konnte. Am 1. Oktober 2011 verlor er einen Kampf gegen den Bantamgewichtstitelträger Dominick Cruz einstimmig nach Punkten.
Am 22. September 2012 gewann er in einem Kampf gegen Joseph Benavidez den neu geschaffenen Titel im Fliegengewicht, den er achtmal erfolgreich verteidigen konnte. Den Titel verlor er erst am 4. August 2018 bei UFC 227 in Los Angeles, Kalifornien an Henry Cejudo, gegen den er in einer Split Decision unterlag.
Johnson bestritt bislang insgesamt 30 Kämpfe im Mixed Martial Arts (davon zwei Amateur-Kämpfe). Dabei verließ er 26-mal als Sieger und dreimal als Verlierer den Ring. Ein Kampf endete unentschieden.

## MMA-Statistik

### Liste der Amateur-Kämpfe
In zwei Amateur-Kämpfen erzielte Johnson zwei Siege (jeweils einen durch Technischen Knockout und Aufgabe).
| Ergebnis | Amateur-Rekord | Gegner       | Datum           | Veranstaltung              | Methode                        | Runde | Zeit |
| -------- | -------------- | ------------ | --------------- | -------------------------- | ------------------------------ | ----- | ---- |
| Sieg     | 1–0            | Oren Ulrich  | 29. Juli 2006   | GF - Brawl at the Mall 3   | Technischer Knockout (Punches) | 1     | 2:29 |
| Sieg     | 2–0            | Lupe Hudgens | 10. Januar 2009 | ROTR - Rumble on the Ridge | Aufgabe (Rear-Naked Choke)     | 3     | 1:07 |

### Liste der Profi-Kämpfe
In bislang 28 Profi-Kämpfen erzielte Johnson 25 Siege (drei durch Knockout, zwei durch Technischen Knockout, neun durch Aufgabe und elf durch Punktentscheidung), zwei Niederlagen (beide durch Punktentscheidung) und ein Unentschieden (durch Majority Draw).
| Ergebnis      | Profi-Rekord | Gegner                          | Datum              | Veranstaltung                                        | Methode                          | Runde | Zeit |
| ------------- | ------------ | ------------------------------- | ------------------ | ---------------------------------------------------- | -------------------------------- | ----- | ---- |
| Sieg          | 1–0          | Brandon Fieds                   | 28. April 2007     | AXFC 16: Annihilation                                | Knockout (Punch)                 | 1     | 0:17 |
| Sieg          | 2–0          | Pedro Mercado                   | 14. Juli 2007      | KOTC: No Holds Barred                                | Technischer Knockout (Punches)   | 1     | 1:25 |
| Sieg          | 3–0          | Jeff Bourgeois                  | 22. September 2007 | AXFC 18: The Art of War                              | Punktentscheidung (einstimmig)   | 3     | 5:00 |
| Sieg          | 4–0          | Eric Alvarez                    | 8. März 2008       | AXFC 20: March Madness                               | Punktentscheidung (einstimmig)   | 5     | 5:00 |
| Sieg          | 5–0          | Louis Contreras                 | 29. März 2008      | USA MMA: Northwest Fighting Challenge 6              | Aufgabe (Keylock)                | 1     | N/A  |
| Sieg          | 6–0          | Jose Garza                      | 16. August 2008    | AXFC 22: Last Man Standing                           | Aufgabe (Armbar)                 | 2     | 1:56 |
| Sieg          | 7–0          | Forrest Seabourn                | 6. Dezember 2008   | Genesis: Cold War                                    | Aufgabe (Rear-Naked Choke)       | 1     | N/A  |
| Sieg          | 8–0          | Louis Contreras                 | 27. Juni 2009      | GF: Rise of Kings                                    | Aufgabe (Rear-Naked Choke)       | 1     | N/A  |
| Sieg          | 9–0          | Frankie Mendez                  | 15. August 2009    | KOTC: Thunderstruck                                  | Aufgabe (Rear-Naked Choke)       | 1     | 4:38 |
| Sieg          | 10–0         | Jesse Brock                     | 10. Februar 2010   | AFC 68: Alaska Fighting Championship                 | Knockout (Head Kick)             | 1     | 1:06 |
| Niederlage    | 10–1         | Brad Pickett                    | 24. April 2010     | WEC 48: Aldo vs. Faber                               | Punktentscheidung (einstimmig)   | 3     | 5:00 |
| Sieg          | 11–1         | Nick Pace                       | 30. September 2010 | WEC 51: Aldo vs. Gamburyan                           | Punktentscheidung (einstimmig)   | 3     | 5:00 |
| Sieg          | 12–1         | Damacio Page                    | 11. November 2010  | WEC 52: Faber vs. Mizugaki                           | Aufgabe (Guillotine Choke)       | 3     | 2:27 |
| Sieg          | 13–1         | Norifumi Yamamoto               | 5. Februar 2011    | UFC 126: Silva vs. Belfort                           | Punktentscheidung (einstimmig)   | 3     | 5:00 |
| Sieg          | 14–1         | Miguel Torres                   | 28. Mai 2011       | UFC 130: Rampage vs. Hamill                          | Punktentscheidung (einstimmig)   | 3     | 5:00 |
| Niederlage    | 14–2         | Dominick Cruz                   | 1. Oktober 2011    | UFC Live: Cruz vs. Johnson                           | Punktentscheidung (einstimmig)   | 5     | 5:00 |
| Unentschieden | 14–2–1       | Ian McCall                      | 3. März 2012       | UFC on FX: Alves vs. Kampmann                        | Unentschieden (Majority Draw)    | 3     | 5:00 |
| Sieg          | 15–2–1       | Ian McCall                      | 8. Juni 2012       | UFC on FX - Johnson vs. McCall                       | Punktentscheidung (einstimmig)   | 3     | 5:00 |
| Sieg          | 16–2–1       | Joseph Benavidez                | 22. September 2012 | UFC 152: Jones vs. Belfort                           | Punktentscheidung (geteilt)      | 5     | 5:00 |
| Sieg          | 17–2–1       | John Dodson                     | 26. Januar 2013    | UFC on Fox: Johnson vs. Dodson                       | Punktentscheidung (einstimmig)   | 5     | 5:00 |
| Sieg          | 18–2–1       | John Moraga                     | 27. Juli 2013      | UFC on Fox: Johnson vs. Moraga                       | Aufgabe (Armbar)                 | 5     | 3:43 |
| Sieg          | 19–2–1       | Joseph Benavidez                | 14. Dezember 2013  | UFC on Fox: Johnson vs. Benavidez 2                  | Knockout (Punches)               | 1     | 2:08 |
| Sieg          | 20–2–1       | Ali Bagautinow                  | 14. Juni 2014      | UFC 174: Johnson vs. Bagautinow                      | Punktentscheidung (einstimmig)   | 5     | 5:00 |
| Sieg          | 21–2–1       | Chris Cariaso                   | 27. September 2014 | UFC 178: Johnson vs. Cariaso                         | Aufgabe (Kimura)                 | 2     | 2:29 |
| Sieg          | 22–2–1       | Kyoji Horiguchi                 | 25. April 2015     | UFC 186: Johnson vs. Horiguchi                       | Aufgabe (Armbar)                 | 5     | 4:59 |
| Sieg          | 23–2–1       | John Dodson                     | 5. September 2015  | UFC 191: Johnson vs. Dodson 2                        | Punktentscheidung (einstimmig)   | 5     | 5:00 |
| Sieg          | 24–2–1       | Henry Cejudo                    | 23. April 2016     | UFC 197: Jones vs. St. Preux                         | Technischer Knockout (Bodyknees) | 1     | 2:49 |
| Sieg          | 25–2–1       | Tim Elliott                     | 3. Dezember 2016   | The Ultimate Fighter: Tournament of Champions Finale | Punktentscheidung (einstimmig)   | 5     | 5:00 |
| Sieg          | 26–2–1       | „The Tazmexican Devil“ Ray Borg | 7. Oktober 2017    | UFC 216 - Ferguson vs. Lee                           | Aufgabe (Armbar)                 | 5     | 5:00 |
| Niederlage    | 26–3–1       | „The Messenger“ Henry Cejudo    | 4. August 2018     | UFC 227 - Dillashaw vs. Garbrandt 2                  | Punktentscheidung (geteilt)      | 5     | 5:00 |